# Селитрови обекти в Хъмбърстоун и Санта Лаура
Селитрови обекти в Хъмбърстоун и Санта Лаура са две бивши завода за селитра, разположени в северната част на Чили. Те са обявени за обект на Световното културно наследство на ЮНЕСКО през 2005 година. 

## География
Селитрови обекти в Хъмбърстоун и Санта Лаура са разположени на 48 km североизточно от град Икике в пустинята Атакама, регион Тарапака в северната част на Чили. Други обекти („нитратни градове“) има в Чакабуко, Мария Елена, Педро де Валдивия, Пуелма и Агуас Сантас и много други. Чакабуко е специален случай, тъй като той също се използва като концентрационния лагер по време на режима на Аугусто Пиночет, като продължава да бъде заобиколен от бивши мини.

## История
През 1872 г. в Санта Лаура започва добив на селитра компанията Гилермо Уендел, когато по това време е още част от Перу. През същата година Джеймс Томас Хамберстон основава „Peru Nitrate Company“ в Ла Палма. И двата града бързо се разрастват, превръщайки се в най-натоварените, характеризиращи се със сгради в английски стил.
Докато Ла Палма се превръща в един от най-големите износители на селитра в целия регион, Санта Лаура не успява, заради малкото количество добита селитра. През 1902 г. е присъединена към Tamarugal Nitrate Company. През 1913 г. Санта Лаура спира производството си до въвеждането на нов метод за добив, който повишава ефективността.
Въпреки това икономическият модел се срива по време на Голямата Депресия след 1929 г. Трудностите са породени и от факта, че германците Фриц Габер и Карл Бош успяват да синтезират амоняк и от него да получат изкуствени торове, а това позволява промишлено производство. През 1934 г. компаниите за добив на селитра са във фалит и са купени от COSATAN (Compañía Salitrera de Tarapacá y Antofagasta). След това COSATAN преименува Ла Палма в „Oficina Santiago Humberstone“ в чест на своя основател. Компанията прави модернизация, която да повиши добивите, като най-големи количества селитра са добити през 1940 г.
И двете мини са изоставени през 1960 г., след като бързото спадане на добивите е причина COSATAN да фалира през 1958 г. През 1970 г., превръщайки се в градове-призраци, те са обявени за национални паметници на културата и са отворени за туризъм. През 2005 г. те са обявени за обект на Световното културно наследство на ЮНЕСКО.

## Част от Списъка на ЮНЕСКО за световно културно наследство
Селитрови обекти в Хъмбърстоун и Санта Лаура представляват над 200 бивши селитрови обекта, където работниците от Чили, Перу и Боливия са живели и образуват уникална културна смесица. Тази култура се проявява в техния богат език, в творчеството и солидарността и най-вече в своята борба за социална справедливост, които оказват голямо влияние върху социалната история. Разположени в пустинята Атакама, едно от най-сухите места на планетата, хиляди хора работят в тази враждебна среда. В продължение на повече от 60 години, от 1880 г., разработват най-голямото находище на селитра в света, от която произвеждат натриев нитрат, за наторяване на земеделските площи в Северна и Южна Америка, и в Европа. Това носи големи печалби за икономиката на Чили. Поради уязвимостта на структурите и последствията от земетресенията, обекта е поставен в списъка на Световното наследство в опасност, да помогнат за мобилизиране на ресурси, за да бъде спасен.

## Галерия
- входът в Хъмбърстоун
- работнически квартири
- работнически квартири
- инструменти
- театър
- плувен басейн
- локомотив
- Санта Лаура